# August von Einsiedel
Johann August von Einsiedel (* 4. März 1754 in Lumpzig; † 8. Mai 1837 in Scharfenstein) war ein deutscher Philosoph, Naturforscher und Afrikareisender. Er gehörte mit seinem Bruder Friedrich Hildebrand zum Weimarer Musenhof.

## Herkunft
Johann August von Einsiedel wurde in Lumpzig unweit von Altenburg im Herzogtum Sachsen-Altenburg geboren. Er entstammte einem sächsischen Uradelsgeschlecht. Seine Vorfahren standen mit den Protagonisten der Reformation in Kontakt, u. a. mit Luther. Aufgewachsen ist er im Raum Lumpzig, Wurzen.
Seine Eltern waren August Hildebrand von Einsiedel (1722–1796) und dessen Ehefrau Caroline Charlotte Pflugk, der Jurist und Schriftsteller Friedrich Hildebrand von Einsiedel (1750–1828) war sein älterer Bruder.

## Leben
Schon in früher Jugend wurde er nach den Üblichkeiten in den Militärdienst gegeben, ihm war von seinen Eltern eine militärische Laufbahn bestimmt. Er diente in einem Regiment des Rheingrafen Friedrich von Salm, welches unter der Oberhoheit des Herzogs von Sachsen-Gotha-Altenburg stand. Dieses Regiment wurde gegen Subsidien in holländische Dienste gegeben. Einsiedel behagte dieser Dienst nicht, auch wenn ihm hervorragende militärische Fähigkeiten nachgesagt wurden. Er empfand diesen Stand wie eine Verurteilung zum Tod. Zu Rheingraf von Salm hatte Einsiedel ein persönliches Verhältnis, Salm habe ihn zwar immer sehr geschunden, aber Einsiedel lernte auch viel bei und von ihm.
Dem jungen Einsiedel gelang es allerdings im Laufe der Zeit, sich bei seiner Familie mit dem Begehren nach einer Entlassung aus dem Militärdienst durchzusetzen. Schon in frühester Jugend habe er sich für das Bergwesen interessiert. Er wolle nun von einem Stand des Zerstörens in den Stand des Produzierens übergehen. So nahm er nach der Entlassung aus dem Militär als Leutnant im Mai 1779 ein Studium in Göttingen auf, ausgerichtet auf die Naturwissenschaften und lernte u. a. bei dem Mathematiker Abraham Kästner, dem Naturwissenschaftler Christian Wilhelm Büttner und bei Georg Christoph Lichtenberg. Die Universität Göttingen war nach den Studieninhalten eine der modernsten der damaligen Zeit, nach Einsiedels Auffassung aber eher Bücher- als Musensitz.
Ein Jahr später wechselte er an die Bergakademie nach Freiberg. U. a. Abraham Gottlob Werner war einer seiner Lehrer. Einsiedel zeigte die besten Voraussetzungen für das Studium nicht nur durch seinen Uradel, sondern wegen seiner intellektuellen Leistungsfähigkeit, die hochanerkannt war, verbunden mit einem tiefgründigen Interesse. Nachdem er seine speziellen Prüfungsarbeiten zum Bergwesen mit ausgezeichnetem Ergebnis ablegte, wurde er im Juni 1782 vom Kurfürsten Friedrich August von Sachsen zum Bergkommissionsrat und Assessor mit Sitz und Stimme am Freiberger Oberbergamt ernannt. Einsiedel verfügte über die allerbesten Voraussetzungen, in den darauffolgenden Jahren eine leitende Stellung am Oberbergamt zu erlangen.
Schon in den Jahren zuvor kam August von Einsiedel mit Sachsen-Weimar-Eisenach in Kontakt. Sein Bruder Friedrich Hildebrand von Einsiedel (1750–1828) stand nach dem Pagendienst und Jurastudium in den Diensten der Herzogsmutter und Fürstin Anna Amalia. So besuchte August von Einsiedel 1777 seinen Bruder und lernte die fürstlichen Herrschaften, einschließlich Herzog Karl August und Prinz Konstantin, kennen. Vor allem interessierten und fesselten ihn die aufgeweckten bürgerlichen Intellektuellen Weimars, Johann Gottfried Herder und Johann Wolfgang Goethe. Von Herder fühlte sich der jüngere Einsiedel verstanden. Das schien nicht immer ganz einfach, da Einsiedel charakteristischer Weise die ihn interessierenden geistigen Fragen immer bis in die Tiefe durchgehen musste. Der Jurist und Schriftsteller Goethe scheint Einsiedel wegen seiner Radikalität in den Darstellungen und Bewertungen persönlicher Beziehungen angezogen zu haben. Dies wird plastisch, wenn sein Bruder Haubold von Einsiedel am 11. Februar 1783 an Herder schreibt: „Ist bald Hoffnung da, daß Göthens Narrheit bis zum Tollhauß steigt?“ Diese ‚Narrheit‘ hinterfragt die sämtlichen vorgefundenen Werte, Vorstellungen von Recht und Moral. Ebendies wird Einsiedel und Goethe zu dieser frühen Zeit verbunden haben. In Fragen der Naturwissenschaften und -philosophie konnte und lernte der geistig bewegliche, aufgeschlossene Goethe von Einsiedel. Auch mit dem literaturinteressierten Knebel, dem Erzieher des Prinzen Konstantin, befreundete sich Einsiedel. Zwischen 1777 und 1783 kam August von Einsiedel dann wiederholt zu Besuch nach Weimar. An Herder schrieb Einsiedel mehrere Briefe, die überliefert sind.
Einsiedel hätte sich getrost auf seiner errungenen Position des Bergkommissionsrates ausruhen und hier und da – mit etwas mehr Geduld – Neuerungen einführen können. Neben der Neigung zum Bergwesen interessierte ihn seit frühester Jugend allerdings noch ein anderes Thema: das Innere von Afrika. Die afrikanische Küste war durch die Schifffahrt bekannt, aber das Innere von Afrika ein weißer Fleck, die Menschen, ihre Verhältnisse, ihre Lebensweise, die Vielfalt der Natur in Europa völlig unbekannt. So studierte Einsiedel alles nur greifbare über Reisen nach Afrika, analysierte diese nach Gelingen und Misslingen. Durch sein Studium der Naturwissenschaften einschließlich Himmelskunde, Medizin und Geologie bereitete er sich auf eine solche Reise vor. Zunächst gewann er seinen Bruder Alexander von Einsiedel (1760–1849), der ebenso die sämtliche ihm greifbare Literatur über Afrika studierte. Einsiedel schaffte persönliche Verbindungen, finanzielle Unterstützungen und Ausrüstung. Als er eine spezielle Zusage zur Reiseunterstützung erhielt, konnte die elterliche Familie um den Vater August Hildebrand von Einsiedel (1722–1796) und den Onkel Friedrich Heinrich von Einsiedel (1721–1793) nicht mehr umhin und musste der Reise zustimmen und eine finanzielle Unterstützung der Familie bereitstellen. Mit diesen Zusagen gab Einsiedel seine Tätigkeit als Bergkommissionsrat auf und nahm 1784 Wohnung in Oberweimar. Die Entlassung des Bruders Alexander aus preußischen Militärdiensten dauerte noch ein wenig und so nutzte er die Zeit für weitere Vorbereitungen. In Oberweimar richtete er einstweilen nach seinen naturwissenschaftlichen Interessen ein Laboratorium ein, welches auch Goethe nutzen durfte und Fritz von Stein dorthin mitnahm. Im Übrigen schloss sich der in Diensten von Sachsen-Gotha-Altenburg in Gotha befindliche Bruder Georg Carl von Einsiedel (1759–1835) der Reise an. Für seine Bestrebungen zu einer Anstellung im Forstdienst gab es gerade wegen vorgreiflicher Ansprüche anderer Adliger keine Gelegenheit.
In Weimar war die beabsichtigte Reise in aller Munde. Im Frühjahr 1785 begaben sich die drei Brüder von Weimar aus durch halb Europa über Frankfurt, Darmstadt, Straßburg nach Marseille, um schließlich per Schiff an die Nordafrikanische Küste zu gelangen. Einsiedel erwartete, im Inneren von Afrika – in Anlehnung an das Denken Rousseaus – Erkenntnisse über die ursprünglichen, natürlichen Verhältnisse der dortigen Menschen gewinnen zu können. Ihn interessierten die naturbelassenen Verhältnisse, Denk- und Verhaltensweisen von Menschen, die nicht durch die gesellschaftliche Entwicklung und willkürliche, künstliche Regeln verkrustet und deformiert seien.
Die Brüder beabsichtigten zunächst, per Schiff an den Senegal zu gelangen und über diesen Fluss in das Landesinnere. Da die Kapitäne der Seeschiffe aber ein volles Entgelt, wie für eine Reise nach Indien, für die erheblich kürzere Überfahrt verlangten, entschieden die Brüder Einsiedel sich dazu, nach Nordafrika überzusetzen. Von dort aus wollten sie die Karawanenwege für die Weiterreise nutzen. Sie gelangten bis Tunis, wo noch die Pest wütete. Ganz Nordafrika litt unter ihr, das bedeutete viele Tote, Gefahr, steigende Lebensmittelpreise und das Aussetzen der Karawanen. Georg Carl ging als Vorauskundschafter noch per Schiff bis Tripolis. Letztlich blieb den Reisenden wegen der Unmöglichkeit ins Innere von Afrika zu gelangen dann nichts anderes übrig, als nach Deutschland zurückzukehren.
Mit August von Einsiedel, Weimar und der Reise nach Afrika ist noch die ganz besondere Liebesgeschichte mit Emilie von Werthern (1757–1844), geb. von Münchhausen, verbunden. Die Tochter des hannoverschen Ministers Philipp Adolph von Münchhausen gehörte zum Freundeskreis in Weimar und Anfang 1784 verliebten sie sich ineinander. Nur, Emilie war verheiratet und zwar mit Christoph Ferdinand Freiherrn von Werthern. Als die Brüder Einsiedel im Mai 1785 nach Afrika aufbrachen, reiste die junge Frau zu Verwandten. Von dort gelangte bald die Nachricht ihres plötzlichen Todes an einer hochansteckenden Krankheit nach Weimar und löste große Bestürzung aus. Auf dem Münchhausen’schen Schloss Leitzkau fand ihre Beerdigung statt. Wenige Zeit später wurde jedoch in Weimar plötzlich kolportiert, die Verstorbene sei mit August von Einsiedel in Straßburg gesehen worden. Ihr Grab wurde geöffnet und der Sage nach eine Holzbüste auf einer Strohpuppe vorgefunden. Dieses Scheinbegräbnis skandalisierte nun deutschlandweit.
Zwar hätten August und Emilie in Afrika recht unbehelligt leben können, mit der aufgrund der Pest notwendigen Rückkehr nach Europa aber eröffnete sich neben dem gesellschaftlichen Skandal auch ein Rechtsproblem: Ehebruch war nach den Rechtsvorschriften für Sachsen-Altenburg im Jahre 1786 noch mit der Todesstrafe durch das Schwert bedroht. Gleichwohl gelang es nach einigen Mühen, 1788 die Ehescheidung zu bewirken. Am 25. September 1788 heiratete August von Einsiedel dann seine Emilie. Die schwere Straftat wurde unter der Decke gehalten. Beide lebten danach zunächst einige Zeit bei Emilies Bruder Georg von Münchhausen auf Schloss Leitzkau, wo noch 1938 die Holzbüste aus ihrem Sarg zu sehen war. Weitere Lebensorte waren Augusts Elternhaus in Lumpzig, dann Ilmenau und Jena und ab 1825 die Einsiedel’sche Burg Scharfenstein (Erzgebirge), die August zusammen mit seinen Brüdern geerbt hatte.
Infolge dieses Liebesvergehens, später aber auch wegen Einsiedels dauerhafter prorevolutionärer Haltung zur Französischen Revolution nach 1789 konnte er nach der Rückkehr von Nordafrika in der Öffentlichkeit kaum Fuß fassen. Allerdings veröffentlichte er 1791 in Tunis von den Brüdern eingezogene Nachrichten über Nordafrika. Einsiedel ist mit seiner Afrikareise, als Naturforscher und -philosoph und als Kritiker an den gesellschaftlichen Verhältnissen des Absolutismus höchst bemerkenswert.

## „Ideen“
Einsiedels philosophische Gedanken und Reflexionen sind in erster Linie durch zwei Exzerpthefte in Herders handschriftlichem Nachlass überliefert. Sie wurden erstmals 1957 durch Wilhelm Dobbek ediert. Einsiedel erscheint darin als freisinniger Aufklärer, der damit eine alternative deutsche Variante aufklärerischen Denkens repräsentiert und der herrschenden Richtung Kants kritisch bis ablehnend gegenüberstand. Er war der Meinung, dass der „Einfluss und Anhang, den die Kantische Philosophie gefunden hat, ein Beweis ist, wie wenig die Kultur in Deutschland Fortschritte macht.“:S. 129. Einsiedels Kritik betrifft z. B. die Moralphilosophie: „Man macht jetzt ein großes Geschrei, wie alle Moralität hinwegfallen würde, wenn die religiösen und politischen Meinungen aufhörten […] Das Aufhören derselben wird nicht nur keinen Schaden tun, sondern es wird alsdann die wahre, der menschlichen Natur angemessene Moralität erst anfangen; denn wenn die Menschen bei den bisherigen ihrer Natur und Trieben widersprechenden Meinungen und Einrichtungen doch in der Kultur vorwärts gegangen sind, wie viel schneller werden ihre Fortschritte sein, wenn die Hindernisse ihrer Vorurteile gehoben, die Einrichtungen mit der menschlichen Natur übereinstimmend gemacht […] wird.“:S. 125f. Der Afrikaforscher August von Einsiedel verband einen Kulturforschritt u. a. mit einer Verbindung und Vermischung der Völker. Kultur des Denkens und des Verhaltens bedurfte nach seiner Ansicht – bei einem gewöhnlichen Zwölf-Stunden-Arbeitstag von Montag bis Sonnabend – der Befreiung von der zu vielen Arbeit, die Muße zum Denken schaffen würde. Die Kulturentwicklung sei mit Erfindungen technischer Art aber auch im Hinblick auf die Gesellschaftsorganisation verbunden. Er kritisierte, dass die Mehrarbeit, d. h. das Produkt, das die Arbeitenden über ihre eigenen Bedürfnisse bzw. die ihrer Familie hinaus schaffen, durch andere angeeignet werde. So sei auch der Kapitalist, der sich im Austausch der Waren Vorteil verschaffe, ein Unding. Faktisch plädierte Einsiedel unter der damaligen Entwicklung der Produktivkräfte von Handwerk, Bauernwirtschaft und Handel für ein Arbeitseigentum.
Einsiedel neigte eher der französischen Aufklärung zu. Unter anderem griff er auch die überkommene Moral von Liebe, Ehe und Intimität an. Wie sehr seine Überlegungen noch in den 1950er Jahren in dieser Hinsicht, einschließlich der Sexualmoral, Befremden erzeugte, zeigt sich darin, dass der Herausgeber seiner „Ideen“ jeweils dort, wo der Autor „überdeutlich an Geschlechtliches rührt“, drei Punkte setzen ließ.:S. 58.

## Krieg und Kultur
Einsiedel ging nach der französischen Revolution von einer historischen Betrachtungsweise einer Kulturentwicklung der Menschheit aus. Auf der anderen Seite finden sich bei ihm als ehemaligem Offizier Überlegungen zu Krieg und Militär. Ausgangsbasis seiner Denkweise ist die Schaffung der Produkte durch menschliche Arbeit und die Eigenberechtigung eines jeden menschlichen Individuums. Durch die Unterhaltung des Militärs und Produktion der Waffen und Ausrüstung würde menschliche Arbeit verschwendet (Dobbek Nr. 238). Durch den Krieg selbst würden die Produkte menschlicher Tätigkeit und die menschlichen Individuen vernichtet (Dobbek Nr. 238). Das Anpreisen der Militärinstitute sei in höchstem Maße unanständig, da man doch wisse, dass sie zu nichts dienen, als die Menschen schlechter zu machen (Dobbek Nr. 236). Der Soldat werde im Krieg oft zum Brudermörder (Dobbek Nr. 235). Der Soldat unterscheide sich insoweit nicht von einem Banditen, denn beide seien um Geld gedungene Mörder, wobei der Bandit in der unmittelbaren Entscheidung noch frei sei (Dobbek Nr. 235). Dem Soldaten werden im Krieg die moralischen Werte durch Töten, Rauben und Stehlen genommen und er stumpfe hinsichtlich eines Mitleides gegenüber anderen Menschen ab (Dobbek Nr. 237). Der im Militärstand bestehende blinde Gehorsam verbunden mit dem finanziellen Privatvorteil des Soldaten mache ihn nur schlechter (Dobbek Nr. 234). In Zeiten reichs-, lehens- und erbrechtlicher Rechtfertigung von Kriegen findet er heraus, dass tatsächlich die Fürsten einen Nutzen, einen finanziell-wirtschaftlichen Vorteil durch neue Länder und Untertanen ziehen. Mithin sei eine Beseitigung von Kriegen mit einer Beseitigung der Nutznießer bzw. Nutznießungen von Krieg und Militär und einer weiteren Kulturentwicklung verbunden. Jeder, der mit Rat und Tat zum Kriege beitrage, solle als ein Verbrecher der beleidigten Menschheit angesehen werden (Dobbek Nr. 238). Der Krieg an sich beweise schon Unkultur (Dobbek Nr. 239).

## Werke
- Nachricht von den innern Ländern von Afrika, auf einer 1785 nach Tunis unternommenen Reise, aus den Berichten der Eingebornen gesammelt. 1791.
- Ideen. Eingeleitet und mit Anmerkungen versehen und nach J.G. Herders Abschriften in Auswahl herausgegeben von Wilhelm Dobbek. Akademie-Verlag, Berlin/DDR 1957.
- Veit Noll (Autor u. Hrsg.): Johann August von Einsiedel (1754-1837) – Leben, Denkweise und Quellen. Teil I Leben und Denkweise, Bd. I/1: Die Zeit bis zur Afrikareise 1785/86 – Im Bemühen die Welt zu verstehen und zu entdecken. Forschungsverlag Salzwedel 2020, ISBN 978-3-9816669-0-8. Teil II: Quellen – Veröffentlichungen, Briefe und Aufzeichnungen, Bd. II/1: Veröffentlichungen von Johann August von Einsiedel und über ihn zur Lebenszeit sowie Einsiedels Niederschriften zur Afrikareise. Forschungsverlag Salzwedel 2017, ISBN 978-3-9816669-1-5; Bd. II/3: Briefwechsel, Tagebuchnotizen und Zeitgenossen über Einsiedel. Forschungsverlag Salzwedel 2019, ISBN 978-3-9816669-7-7.